# 이시이 겐고
이시이 겐고(일본어: 石井 謙伍, 1986년 4월 2일 ~ )는 일본의 전 축구 선수이다.

## 구단 경력
그는 2005년부터 2017년까지 J리그의 홋카이도 콘사돌레 삿포로, 에히메 FC에서 활동하였다.